# Гробница на улица „Александрос Папанастасиу“
Гробница на улица „Александрос Папанастасиу“ (на гръцки: Μακεδονικός Τάφος στην Παπαναστασίου, Tάφος του Μαιευτηρίου) е македонско погребално съоръжение от III век в македонския гръцки град Солун.

## Местоположение
Гробницата е открит археологически обект, ограден с желязна ограда, разположен в малък парк, срещу сградата, в която се помещава Историческия архив на Македония на улица „Александрос Папанастасиу“ № 21 в Пиргите. Известна е и като Гробницата на Родилното (Tάφος του Μαιευτηρίου), тъй като в сградата в миналото е настанена акушерски клиника.

## История
На мястото е построена резиденцията на последния османски управител на Солун Хасан Тахсин паша. При събарявнето на сградата е разкрито и съществуването на гробницата. Гробницата е разкопана от Френската археологическа мисия към съюзническите сили по време на Първата световна война. След края на разкопките гробницата е покрита отново с пръст. В 1940 година работници, които копаят в района, за да построят противовъздушно убежище, отново я извеждат на повърхността, но след археологически проучвания, гробницата отново е зарита. След две десетилетия отново е разкопана.

## Описание
Гробницата е от края на III век пр. Хр. Датирана е благодарение на тухлена стена, открита зад гробницата и използвана за изгаряне на мъртвите. В гробницата няма погребални дарове, тъй като е ограбена малко след построяването й.
Има сводеста форма с дорийската фасада с фронтон без декорация. Във вътрешността има вградено легло от дясната страна на камерата, докато част от второ легло е в Лувъра, пренесена там от фрнцузите. След погребението на починалия гробницата е затрупана с тонове пръст, а покритието наподобява конична могила. Днес посетителят може да види гробницата на нивото, на което е била първоначално.